# Blanskói járás

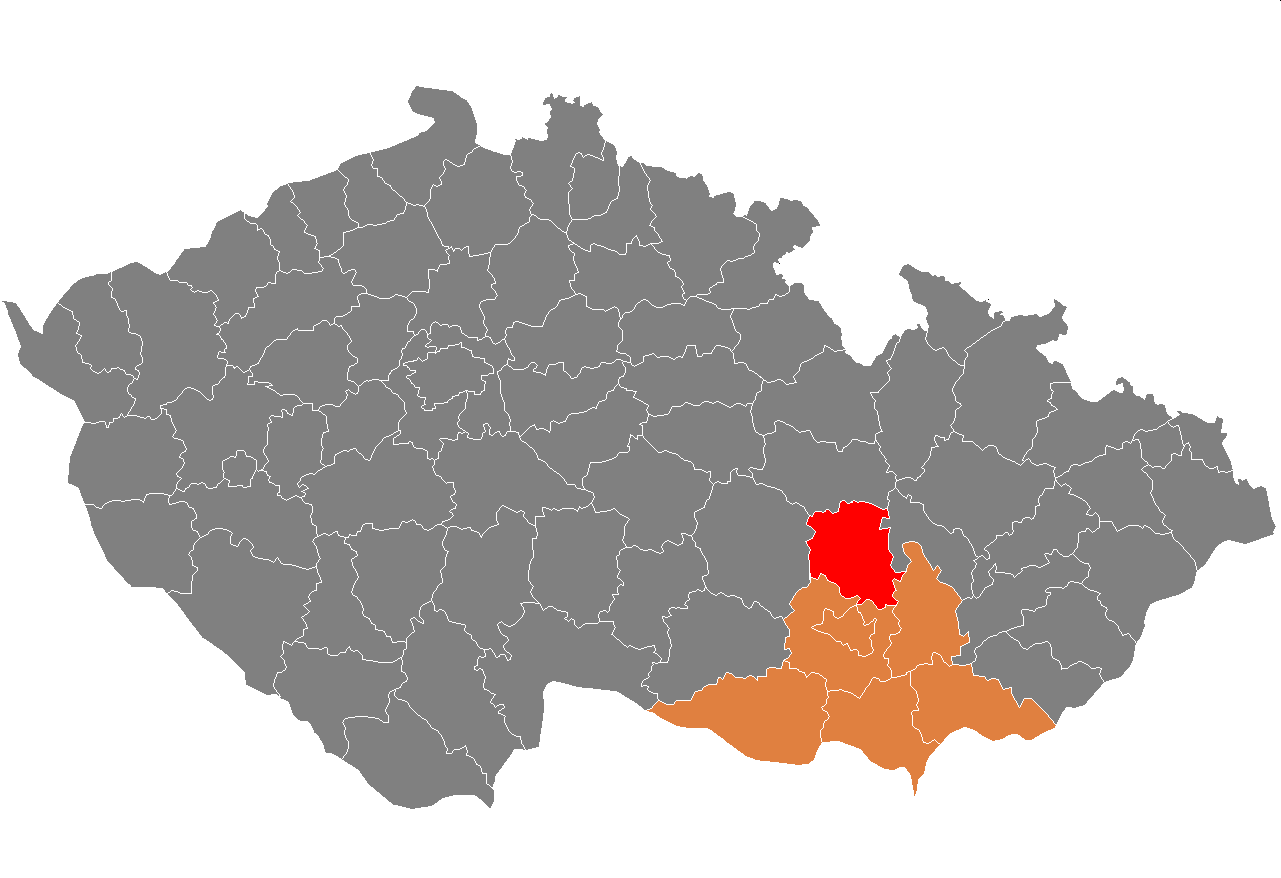
A Blanskói járás

A Blanskói járás (csehül: okres Blansko) közigazgatási egység Csehország Dél-morvaországi kerületében. Székhelye Blansko. Lakosainak száma 106 855 fő (2009). Területe 862,65 km².

## Városai, mezővárosai és községei
A városok félkövér, a mezővárosok dőlt, a községek álló betűkkel szerepelnek a felsorolásban.
Adamov •
Bedřichov •
Benešov •
Blansko •
Bořitov •
Borotín •
Boskovice •
Brťov-Jeneč •
Bukovina •
Bukovinka •
Býkovice •
Černá Hora •
Černovice •
Cetkovice •
Chrudichromy •
Crhov •
Deštná •
Dlouhá Lhota •
Doubravice nad Svitavou •
Drnovice •
Habrůvka •
Hodonín •
Holštejn •
Horní Poříčí •
Horní Smržov •
Jabloňany •
Jedovnice •
Kněževes •
Knínice •
Kořenec •
Kotvrdovice •
Kozárov •
Krasová •
Křetín •
Krhov •
Křtěnov •
Křtiny •
Kulířov •
Kunčina Ves •
Kunice •
Kuničky •
Kunštát •
Lažany •
Lazinov •
Letovice •
Lhota Rapotina •
Lhota u Lysic •
Lhota u Olešnice •
Lipovec •
Lipůvka •
Louka •
Lubě •
Ludíkov •
Lysice •
Makov •
Malá Lhota •
Malá Roudka •
Míchov •
Milonice •
Němčice •
Nýrov •
Obora •
Okrouhlá •
Olešnice •
Olomučany •
Ostrov u Macochy •
Pamětice •
Petrov •
Petrovice •
Prostřední Poříčí •
Rájec-Jestřebí •
Ráječko •
Roubanina •
Rozseč nad Kunštátem •
Rozsíčka •
Rudice •
Šebetov •
Sebranice •
Šebrov-Kateřina •
Senetářov •
Skalice nad Svitavou •
Skrchov •
Sloup •
Šošůvka •
Spešov •
Štěchov •
Stvolová •
Suchý •
Sudice •
Sulíkov •
Světlá •
Svinošice •
Svitávka •
Tasovice •
Uhřice •
Újezd u Boskovic •
Újezd u Černé Hory •
Úsobrno •
Ústup •
Valchov •
Vanovice •
Vavřinec •
Vážany •
Velenov •
Velké Opatovice •
Vilémovice •
Vísky •
Voděrady •
Vranová •
Vysočany •
Závist •
Zbraslavec •
Žďár •
Žďárná •
Žernovník •
Žerůtky

## Fordítás
- Ez a szócikk részben vagy egészben  a   Blansko District című angol Wikipédia-szócikk ezen változatának fordításán alapul.  Az eredeti cikk szerkesztőit annak laptörténete sorolja fel. Ez a jelzés csupán a megfogalmazás eredetét és a szerzői jogokat jelzi, nem szolgál a cikkben szereplő információk forrásmegjelöléseként.
- Ez a szócikk részben vagy egészben  az   Okres Blansko című cseh Wikipédia-szócikk ezen változatának fordításán alapul.  Az eredeti cikk szerkesztőit annak laptörténete sorolja fel. Ez a jelzés csupán a megfogalmazás eredetét és a szerzői jogokat jelzi, nem szolgál a cikkben szereplő információk forrásmegjelöléseként.